# Ärlighet

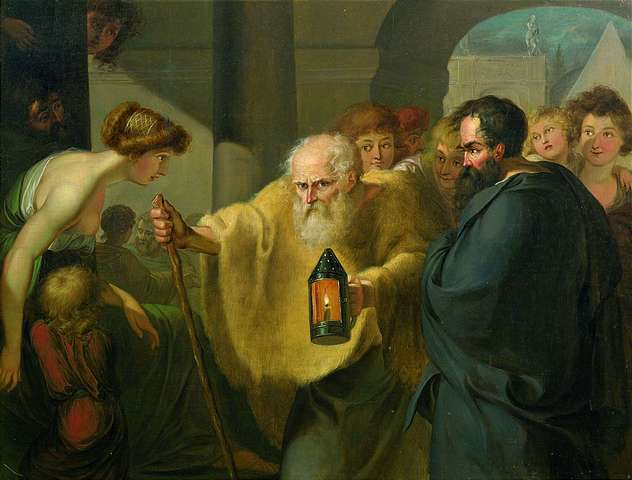
Diogenes Searching for an Honest Man, tillskriven Johann Heinrich Wilhelm Tischbein (cirka 1780)

Ärlighet eller hederlighet är en personlig egenskap. En ärlig person har en stark benägenhet att berätta sanningen. Ärlighet betraktas av många som en moraliskt eftertraktansvärd egenskap, en dygd.
Ett rykte om ärlighet betecknas med termer som anseende och pålitlighet. Ärlighet om ens framtida beteende, lojalitet eller åtaganden kallas ansvarighet, pålitlighet, eller samvetsgrannhet.
Någon som går ut för att berätta eventuellt ovälkomna sanningar sträcker sig ärlighet till området för uppriktighet eller frankhet. Cynikerna ägnade sig åt en utmanande sorts uppriktighet som denna som kallas parrhêsia.

## Åsikter
Ärlighet värderas i många etniska och religiösa kulturer. "Ärlighet är den bästa policyn" är ett ordspråk av Edwin Sandys (död 1629), medan citatet "Ärlighet är det första kapitlet i visdomens bok" tillskrivs Thomas Jefferson, som används i ett brev till Natanael Macon. Den 30 april är nationell ärlighetsdag i USA.
William Shakespeare beskrev ärlighet som ett attribut som folk lämnar efter sig när han skrev att "inget arv är så rikt som ärlighet" i akt 3, scen 5 av "Allt är bra som slutar bra".
Tolstoj tyckte att ärlighet var revolutionerande: "Ingen hjältemodsbragd behövs för att uppnå de största och viktigaste förändringarna i mänsklighetens existens.... det är bara nödvändigt att varje individ säger vad han verkligen känner eller tänker, eller åtminstone att han inte ska säga vad han inte tycker." Aleksandr Solzjenitsyn ("Lev inte av lögner", 1974) och Václav Havel (De maktlösas makt, 1978) var överens. Havel skrev:
Att leva i sanningen har mer än bara en existentiell dimension (återföra mänskligheten till dess inneboende natur), eller en noetisk dimension (avslöja verkligheten som den är), eller en moralisk dimension (att vara ett exempel för andra). Den har också en entydig politisk dimension. Om systemets huvudpelare är att leva en lögn, så är det inte förvånande att det grundläggande hotet mot det är att leva sanningen.
1700-talets upplysningsfilosofen William Wollaston hävdade att all religion i slutändan reduceras till etik och all etik reduceras till ärlighet (Naturens religion avgränsad, 1722). "Varje intelligent, aktiv och fri varelse bör uppträda så själv, som att det inte är någon handling som motsäger sanningen; ... behandla allt som vad det är." Allt annat skulle följa av det.
Immanuel Kant gjorde ärlighetsplikten till ett centralt exempel på sina etiska teorier.
Andra har dock noterat att "för mycket ärlighet kan ses som odisciplinerad öppenhet". Till exempel kan individer uppfattas som "för ärliga" om de ärligt uttrycker andras negativa åsikter, antingen utan att ha tillfrågats om deras åsikt, eller har blivit tillfrågade i en omständighet där svaret skulle vara trivialt. Denna oro visar sig i begreppet politisk korrekthet, där individer avstår från att uttrycka sina sanna åsikter på grund av ett allmänt samhälleligt fördömande av sådana åsikter. Forskning har också funnit att ärlighet kan leda till interpersonell skada eftersom människor undviker information om hur deras ärliga beteende påverkar andra.

## Definitioner
Merriam-Webster definierar ärlighet som "rättvisa och okomplicerade beteende" eller "att följa fakta".
Oxford English Dictionary definierar ärlighet som "kvaliteten på att vara ärlig". Ärlig definieras i sin tur som "Fri från bedrägeri; sanningsenlig och uppriktig ... Moraliskt korrekt eller dygdig... (attributiv) Rättvist förtjänat, särskilt genom hårt arbete ... (av en åtgärd) som gjorts med goda avsikter även om de misslyckas eller missriktas ... (attributiv) Enkelt, opretentiöst och osofistikerat.